# La Redoute (entreprise)
Pour les articles homonymes, voir La Redoute.
La Redoute est une entreprise française de commerce en ligne. Elle a été fondée en 1837 par Joseph Pollet en tant que filature de laine.
Elle est spécialisée dans le prêt-à-porter et la décoration de la maison.

## Histoire
La Redoute est fondée en 1837, lorsque Joseph Pollet, issu d'une famille rurale, agriculteurs dans le Mélantois, s'installe à Roubaix. Il y ouvre la première filature de laine peignée et invente de nouveaux procédés. Son fils, Charles, lui succède, monte une filature en 1873 et construit une usine sur un terrain situé rue de Blanchemaille et rue de la Redoute,,,. Pour désigner l'entreprise, il choisit l'appellation « Filatures de la Redoute », en référence à la rue de Roubaix où est implantée l'enseigne.
L'entreprise développée par Charles Pollet marche très bien au point que Charles peut se faire construire un « château » à Mouvaux. L'entreprise peut présenter ses productions lors de l'exposition internationale du Nord de la France de 1911. Elle y obtient un diplôme d'honneur pour la qualité des fils simples ou fantaisie fabriqués (l'usine compte alors 1360 ouvriers-ouvrières).
Au lendemain de la Première Guerre mondiale, en raison des annulations de marchés et pour faire face à la crise du textile, la famille Pollet cherche un moyen d'écouler ses stocks. Elle fait paraître, sous forme publicitaire, une petite annonce dans le quotidien Le Journal de Roubaix du 12 octobre 1922. Intitulée « Pour tricoter », elle propose des laines filées en solde, des écheveaux et des pelotes et préfigure ainsi les futurs magasins d'usine. Les dirigeants, toujours de la famille Pollet, créent un journal mensuel en 1925 intitulé Pénélope où les clientes peuvent trouver conseils pratiques, échantillons, tarifs, organisation de concours de tricoteuses. Le lancement de nouveaux produits (bas, chaussettes,...) pour toute la famille (non plus seulement la femme, mais aussi l'homme, l'enfant), la création d'une bonneterie, l'extension du nombre de clientes amènera à adopter une autre orientation : le catalogue (voir ci-dessous).
En 1928, le fichier des clientes compte 600 000 noms, ce qui incite les Pollet à concevoir un « support spécifique de diffusion et promotion de leurs articles ». Ainsi nait le catalogue de vente par correspondance, avec toute la logistique que ce type de vente suppose pour, par exemple, enregistrer les commandes, préparer les colis, y inscrire les adresses de livraison. Le premier catalogue de La Redoute est publié en 1928 : sous un petit format de seize pages, une quarantaine d'articles, uniquement centrés sur le tricot. Dès 1933, les premières photographies en noir et blanc apparaissent. Les premiers catalogues sont entièrement dessinés. De 1935 à 1939, la couverture du catalogue montre les salariés sortant de l'usine pour souligner la puissance de l'entreprise. En 1956, la Redoute commence à vendre des produits pour la maison et élargit ainsi sa clientèle. Le catalogue ne cesse de grossir au fil des ans à mesure que les articles proposés concernent de nouveaux domaines d'équipement de la maison, en allant bien au-delà des articles textiles. À la veille du XXIe siècle, on trouve quasiment de tout dans le catalogue : 1218 pages et 66 000 références en 1999, date à laquelle la société est leader français de la vente par correspondance.
Le développement hors normes de la société est lié aux évolutions sociales : mise en place de la société de consommation et du prêt-à-porter, progrès du marketing, usage et développement des moyens de communication (téléphone, minitel, internet), développement des services à la clientèle, investissements réguliers et massifs.
En 1961, l'entreprise cesse les activités industrielles pour ne réaliser que de la distribution. En 1964, la société entre en Bourse. En 1968, La Redoute signe un partenariat avec Finaref pour lancer sa carte de crédit appelée carte Kangourou. En 1970, ouvre le site de colisage de la Martinoire. En 1975, est créé le premier Rendez-Vous Catalogue (boutiques) et, en 1984, l'entreprise s'engage sur la livraison en « 48 h chrono » en s'appuyant notamment sur une société privée de messagerie et de transport (SOGEP), qui avait été mise en route après des grèves postales, les années précédentes.
La Redoute devient en 1994 une filiale du groupe Redcats (anciennement « groupe La Redoute »), lui-même faisant partie du groupe Pinault-Printemps-Redoute (devenu PPR puis Kering), après que le Printemps soit devenu le principal actionnaire en 1988-1991. En 1998, l'entreprise rachète le vépéciste américain Brylane.

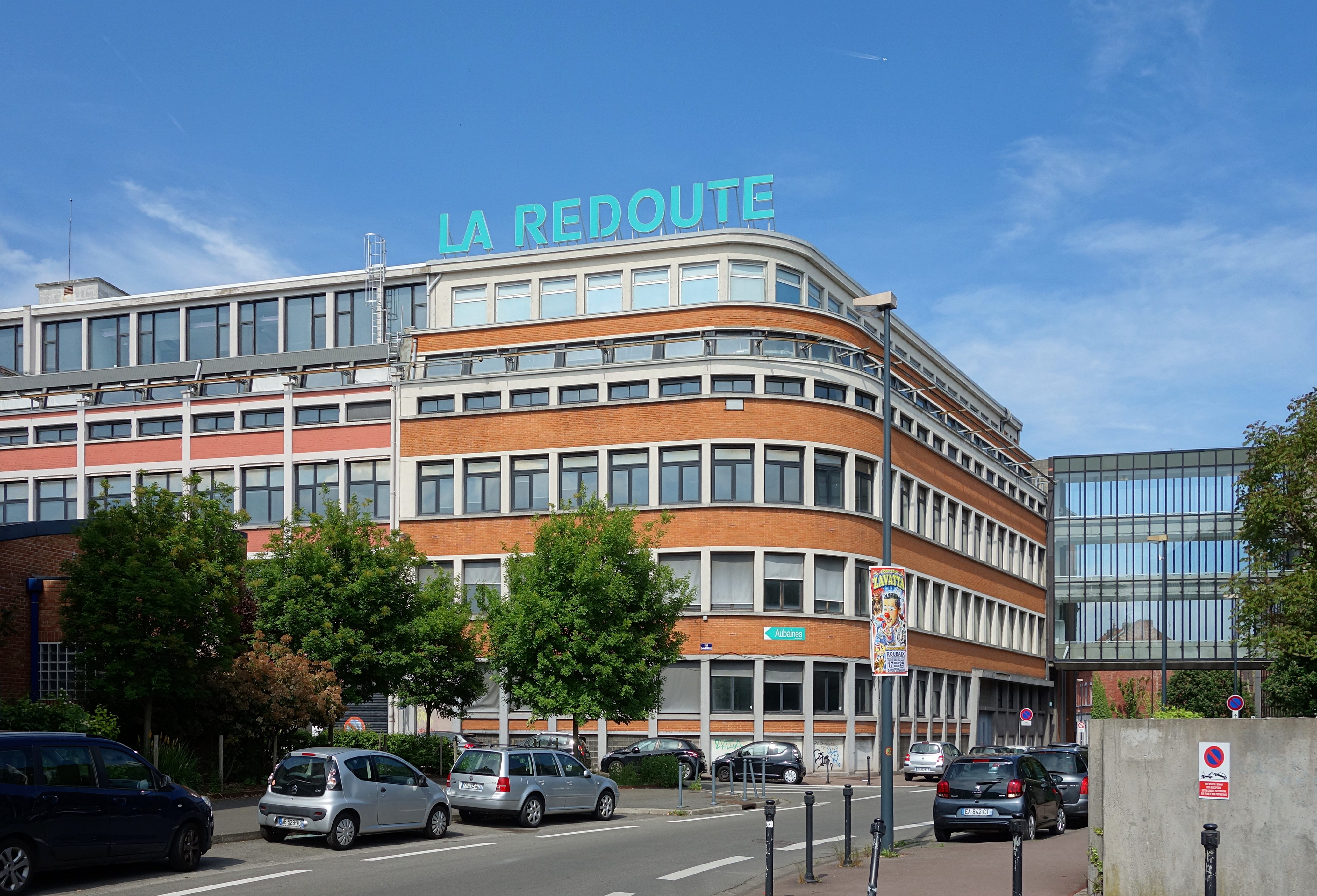
L'ancien siège social de La Redoute à Roubaix.

À partir de 2010, les ventes baissent de 10 % par an et La Redoute perd plusieurs dizaines de millions d'euros par an. Le groupe Kering cherche un repreneur pour La Redoute, et plus généralement pour les entreprises de son pôle distribution. Le 4 décembre 2013, Kering accepte de céder La Redoute à ses dirigeants, Nathalie Balla et Eric Courteille pour un euro symbolique,,. Le groupe Kering investit 315 millions d'euros dans la transformation du groupe, et 180 millions dans son volet social, avec notamment la suppression de 1 178 postes sur 3 437 sur quatre ans. Le 2 juin 2014, Kering et la direction de La Redoute signent la cession de l'entreprise à ses dirigeants ainsi que l'ouverture du capital à ses salariés (via le FCPER - fonds commun de placement d'entreprise de reprise).
En 2015, La Redoute accuse un résultat en perte de 40 millions d'euros sur un chiffre d'affaires de 750 millions. Le centre logistique de Wattrelos ferme ses portes en juin 2017, remplacé par un entrepôt neuf de 42 000 m2, Quai 30, et entièrement automatisé (capacité de 3 500 commandes à l'heure), un investissement de 50 millions d'euros.
Le 31 août 2017, le groupe Galeries Lafayette annonce le rachat de La Redoute avec une prise de participation majoritaire de 51 % et l’objectif d’en réaliser l’acquisition à 100 % à terme. En mars 2022, un accord est trouvé pour l'acquisition des 49 % restant, dont une majeure partie appartient à Nathalie Balla et Éric Courteille, et 19% aux salariés de l’entreprise qui vendront également leurs parts,.
En novembre 2023, La Redoute annonce vouloir changer de cap et recentrer ses activités sur la décoration de la maison tandis que son « activité historique du prêt-à-porter » deviendra « moins centrale ». Le groupe ambitionne de devenir un leader européen dans le domaine de la décoration de la maison.
Philippe Berlan quitte l'entreprise en juillet 2024 pour saisir de nouvelles opportunités professionnelles. Il a joué un rôle déterminant dans la transformation de La Redoute depuis son arrivée en 2012. 
Fabien Versavau est nommé directeur général de La Redoute le 9 septembre 2024. Précédemment, il a occupé le poste de directeur général et CEO de Rakuten France pendant cinq ans. Cependant, le 25 novembre 2024, La Redoute annonce son départ de la direction générale de l'entreprise, invoquant des « divergences stratégiques ».
En février 2025, à la suite du projet d'externalisation d'un site de logistique à partir de juin 2025, les salariés se rassemblent pour demander le maintien de leurs acquis sociaux alors qu'un PSE est négocié en lien avec cette décision.
Le 22 avril 2025, La Redoute nomme Béatrice Héricourt en tant que Directrice générale.

## Activités
Le site internet de La Redoute lancé en 1994, et le commerce électronique en général, représentent aujourd'hui[Quand ?] 78 % du CA de la société[réf. nécessaire]. Selon marketerz.fr, La Redoute est dixième au classement en 2015 des sites de commerce électronique en France.
La Redoute revendique un chiffre d'affaires de 750 M€ en 2016, mais les comptes ne sont plus publiés.
La Redoute opère dans onze pays : le Royaume-Uni, la Russie, la Suisse, la Belgique, le Portugal, l’Espagne, la Suède, l'Italie, la Pologne, la Norvège, les Pays-Bas en décembre 2019. La Redoute annonce par ailleurs la création de diffusion de ses services au premier trimestre en 2020 en Allemagne et a déjà développé également des partenariats avec des distributeurs bien positionnés sur des marchés tels que la Chine ou le Maroc. La Redoute a aussi conclu de nouveaux accords de partenariat dans des zones comme l’Afrique, le Moyen-Orient et l’Inde[réf. souhaitée].
La Redoute a englobé au cours de son histoire plusieurs marques dont Vert Baudet, Cyrillus, Daxon-Movitex, Empire Stores, sociétés qu'elle n'a pas toujours gardées ; par exemple, Vert Baudet et Cyrillus ont été vendus en 2013 à l'époque du groupe Kering.
Le nouvel actionnaire (groupe Galeries Lafayette) privilégie le développement des produits pour la maison avec 10 magasins Ampm, 5 magasins Redoute Intérieurs, 300 M € de chiffre d’affaires,15 % du CA à l’international, 60 % du CA réalisé dans le meuble et 40 % dans la déco.
Les préparateurs de commande alignés sur une chaîne de production réalisent 600 gestes à l'heure, selon la CGT.
En janvier 2012, le site internet publie la photo d'un enfant courant sur une plage avec, en arrière-plan, un homme nu. L'image fait rapidement le tour du web, ce qui contraint l'entreprise à s'excuser.
Le mois suivant, la directrice commerce électronique de l'entreprise, Anne-Véronique Baylac, organise un jeu dans lequel les internautes doivent trouver des fails volontairement insérés par La Redoute sur son site web. Julien Hatton, le directeur de l'agence de communication Buzznative, déclare que cette stratégie est une « très bonne manière de rebondir après un bad (mauvais) buzz » et qu'elle permettra « de recruter de nouveaux clients et notamment parmi les jeunes générations ».